# Mete Gazoz
Mete Gazoz (ur. 8 czerwca 1999 w Stambule) – turecki łucznik, mistrz olimpijski z Tokio z 2021.

## Wyniki

### Igrzyska olimpijskie
Mete Gazoz dwukrotnie wziął udział w igrzyskach olimpijskich. W Rio de Janeiro w 2016 był 17 indywidualnie. W Tokio w 2021 indywidualnie zdobył złoty medal. Wystartował również w mikście w parze z Yasemin Anagöz, w którym zajęli czwartą pozycję.

#### Występ na Letnich Igrzyskach Olimpijskich 2016
| Zawodnik   | Konkurencja       | Runda rankingowa | Runda rankingowa | 1/32             | 1/16               | 1/8              | Ćwierćfinały     | Półfinały        | Finał            | Finał   | Źródło |
| Zawodnik   | Konkurencja       | Wynik            | Miejsce          | Przeciwnik Wynik | Przeciwnik Wynik   | Przeciwnik Wynik | Przeciwnik Wynik | Przeciwnik Wynik | Przeciwnik Wynik | Pozycja | Źródło |
| ---------- | ----------------- | ---------------- | ---------------- | ---------------- | ------------------ | ---------------- | ---------------- | ---------------- | ---------------- | ------- | ------ |
| Mete Gazoz | indywidualnie (m) | 661              | 29.              | Plihon W 6-5     | van den Berg P 5-6 | NQ               | NQ               | NQ               | NQ               | 17.     | [ 1 ]  |

#### Występ na Letnich Igrzyskach Olimpijskich 2020
| Zawodnicy                  | Konkurencja       | Runda rankingowa | Runda rankingowa | 1/32                | 1/16             | 1/8                                      | Ćwierćfinały                              | Półfinały                              | Finał                                                 | Pozycja | Źródło |
| Zawodnicy                  | Konkurencja       | Wynik            | Pozycja          | Przeciwnik Wynik    | Przeciwnik Wynik | Przeciwnik Wynik                         | Przeciwnik Wynik                          | Przeciwnik Wynik                       | Przeciwnik Wynik                                      | Pozycja | Źródło |
| -------------------------- | ----------------- | ---------------- | ---------------- | ------------------- | ---------------- | ---------------------------------------- | ----------------------------------------- | -------------------------------------- | ----------------------------------------------------- | ------- | ------ |
| Mete Gazoz                 | indywidualnie (m) | 669              | 10.              | Jeff Henckels W 6-0 | Ryan Tyack W 7-3 | Taylor Worth W 7-1                       | Brady Ellison W 7-3                       | Takaharu Furukawa W 7-3                | Mauro Nespoli W 6-4                                   | 1.      | [ 2 ]  |
| Mete Gazoz, Yasemin Anagöz | mikst             | —                | —                | —                   | —                | Galsan Bazarżapow Ksienija Pierowa W 6-2 | Riau Ega Agatha Diananda Choirunisa W 6-2 | Steve Wijler Gabriela Schloesser P 3-5 | (o III miejsce) Luis Álvarez Alejandra Valencia P 2-6 | 4.      | [ 2 ]  |

### Puchar świata
| Rok  | Impreza                                            | Miejsce                                            | Konkurencja                                        | Pozycja     |
| ---- | -------------------------------------------------- | -------------------------------------------------- | -------------------------------------------------- | ----------- |
| 2017 | Puchar Świata w Łucznictwie 2017                   | Berlin                                             | mikst                                              | 4. miejsce  |
| 2017 | pozycja w rankingu inwidualnym Pucharu Świata 2017 | pozycja w rankingu inwidualnym Pucharu Świata 2017 | pozycja w rankingu inwidualnym Pucharu Świata 2017 | 27. miejsce |
| 2018 | Puchar Świata w Łucznictwie 2018                   | Szanghaj                                           | mikst                                              | 2. miejsce  |
| 2018 | Puchar Świata w Łucznictwie 2018                   | Antalya                                            | mikst                                              | 3. miejsce  |
| 2018 | Puchar Świata w Łucznictwie 2018                   | Berlin                                             | mikst                                              | 3. miejsce  |
| 2018 | Puchar Świata w Łucznictwie 2018                   | Berlin                                             | inwidualnie                                        | 1. miejsce  |
| 2018 | Puchar Świata w Łucznictwie 2018 finał             | Samsun                                             | inwidualnie                                        | 6. miejsce  |
| 2018 | Puchar Świata w Łucznictwie 2018 finał             | Samsun                                             | mikst                                              | 2. miejsce  |
| 2018 | pozycja w rankingu inwidualnym Pucharu Świata 2018 | pozycja w rankingu inwidualnym Pucharu Świata 2018 | pozycja w rankingu inwidualnym Pucharu Świata 2018 | 5. miejsce  |
| 2019 | Puchar Świata w Łucznictwie 2019                   | Szanghaj                                           | mikst                                              | 2. miejsce  |
| 2019 | Puchar Świata w Łucznictwie 2019                   | Samsun                                             | inwidualnie                                        | 6. miejsce  |
| 2019 | Puchar Świata w Łucznictwie 2019                   | Samsun                                             | mikst                                              | 3. miejsce  |
| 2019 | Puchar Świata w Łucznictwie 2019                   | Berlin                                             | inwidualnie                                        | 1. miejsce  |
| 2019 | Puchar Świata w Łucznictwie 2019                   | Berlin                                             | mikst                                              | 5. miejsce  |
| 2019 | Puchar Świata w Łucznictwie 2019 finał             | Moskwa                                             | inwidualnie                                        | 8. miejsce  |
| 2019 | pozycja w rankingu inwidualnym Pucharu Świata 2019 | pozycja w rankingu inwidualnym Pucharu Świata 2019 | pozycja w rankingu inwidualnym Pucharu Świata 2019 | 3. miejsce  |
| 2021 | Puchar Świata w Łucznictwie 2021                   | Paryż                                              | mikst                                              | 5. miejsce  |

### Inne turnieje
| Rok  | Impreza                                        | Miejsce          | Konkurencja | Pozycja     |
| ---- | ---------------------------------------------- | ---------------- | ----------- | ----------- |
| 2014 | Letnie Igrzyska Olimpijskie Młodzieży 2014     | Nankin           | inwidualnie | 4. miejsce  |
| 2015 | Mistrzostwa Świata w Łucznictwie 2015          | Kopenhaga        | inwidualnie | 57. miejsce |
| 2015 | Mistrzostwa Świata w Łucznictwie 2015          | Kopenhaga        | drużynowo   | 40. miejsce |
| 2015 | Mistrzostwa Świata w Łucznictwie 2015          | Kopenhaga        | mikst       | 28. miejsce |
| 2017 | Mistrzostwa Świata w Łucznictwie 2017          | Meksyk           | inwidualnie | 33. miejsce |
| 2017 | Mistrzostwa Świata w Łucznictwie 2017          | Meksyk           | drużynowo   | 21. miejsce |
| 2017 | Mistrzostwa Świata w Łucznictwie 2017          | Meksyk           | mikst       | 17. miejsce |
| 2017 | Mistrzostwa Świata Juniorów w Łucznictwie 2017 | Rosario          | inwidualnie | 33. miejsce |
| 2017 | Mistrzostwa Świata Juniorów w Łucznictwie 2017 | Rosario          | drużynowo   | 9. miejsce  |
| 2017 | Mistrzostwa Świata Juniorów w Łucznictwie 2017 | Rosario          | mikst       | 3. miejsce  |
| 2018 | Mistrzostwa Europy w Łucznictwie 2018          | Legnica          | inwidualnie | 6. miejsce  |
| 2018 | Mistrzostwa Europy w Łucznictwie 2018          | Legnica          | drużynowo   | 7. miejsce  |
| 2018 | Mistrzostwa Europy w Łucznictwie 2018          | Legnica          | mikst       | 4. miejsce  |
| 2019 | Mistrzostwa Świata w Łucznictwie 2019          | 's-Hertogenbosch | inwidualnie | 33. miejsce |
| 2019 | Mistrzostwa Świata w Łucznictwie 2019          | 's-Hertogenbosch | drużynowo   | 9. miejsce  |
| 2019 | Mistrzostwa Świata w Łucznictwie 2019          | 's-Hertogenbosch | mikst       | 7. miejsce  |
| 2019 | Mistrzostwa Świata Juniorów w Łucznictwie 2019 | Madryt           | inwidualnie | 4. miejsce  |
| 2019 | Mistrzostwa Świata Juniorów w Łucznictwie 2019 | Madryt           | drużynowo   | 9. miejsce  |
| 2019 | Mistrzostwa Świata Juniorów w Łucznictwie 2019 | Madryt           | mikst       | 9. miejsce  |
| 2019 | Igrzyska Europejskie 2019                      | Mińsk            | inwidualnie | 9. miejsce  |
| 2019 | Igrzyska Europejskie 2019                      | Mińsk            | mikst       | 7. miejsce  |
| 2021 | Mistrzostwa Europy w Łucznictwie 2021          | Antalya          | inwidualnie | 9. miejsce  |
| 2021 | Mistrzostwa Europy w Łucznictwie 2021          | Antalya          | drużynowo   | 7. miejsce  |
| 2021 | Mistrzostwa Europy w Łucznictwie 2021          | Antalya          | mikst       | 4. miejsce  |
| 2021 | Mistrzostwa Świata w Łucznictwie 2021          | Yankton          | inwidualnie | 4. miejsce  |
| 2021 | Mistrzostwa Świata w Łucznictwie 2021          | Yankton          | drużynowo   | 9. miejsce  |
| 2021 | Mistrzostwa Świata w Łucznictwie 2021          | Yankton          | mikst       | 3. miejsce  |

## Życie prywatne
Studiuje biznes i komunikację. Jego ojciec Metin Gazoz był mistrzem Turcji w łucznictwie.